# شهرستان المحفد
ناحیهٔ المحفد (به عربی: مدیریة المحفد) یک ناحیه در یمن است که در استان ابین واقع شده‌است.

## خصوصیات
ناحیهٔ المحفد ۲۶٬۸۷۰ نفر جمعیت دارد.